# Ducetia boninensis
Ducetia boninensis är en insektsart som beskrevs av Ishikawa, H. 1987. Ducetia boninensis ingår i släktet Ducetia och familjen vårtbitare. Inga underarter finns listade i Catalogue of Life.